# Дифференциальный сигнал

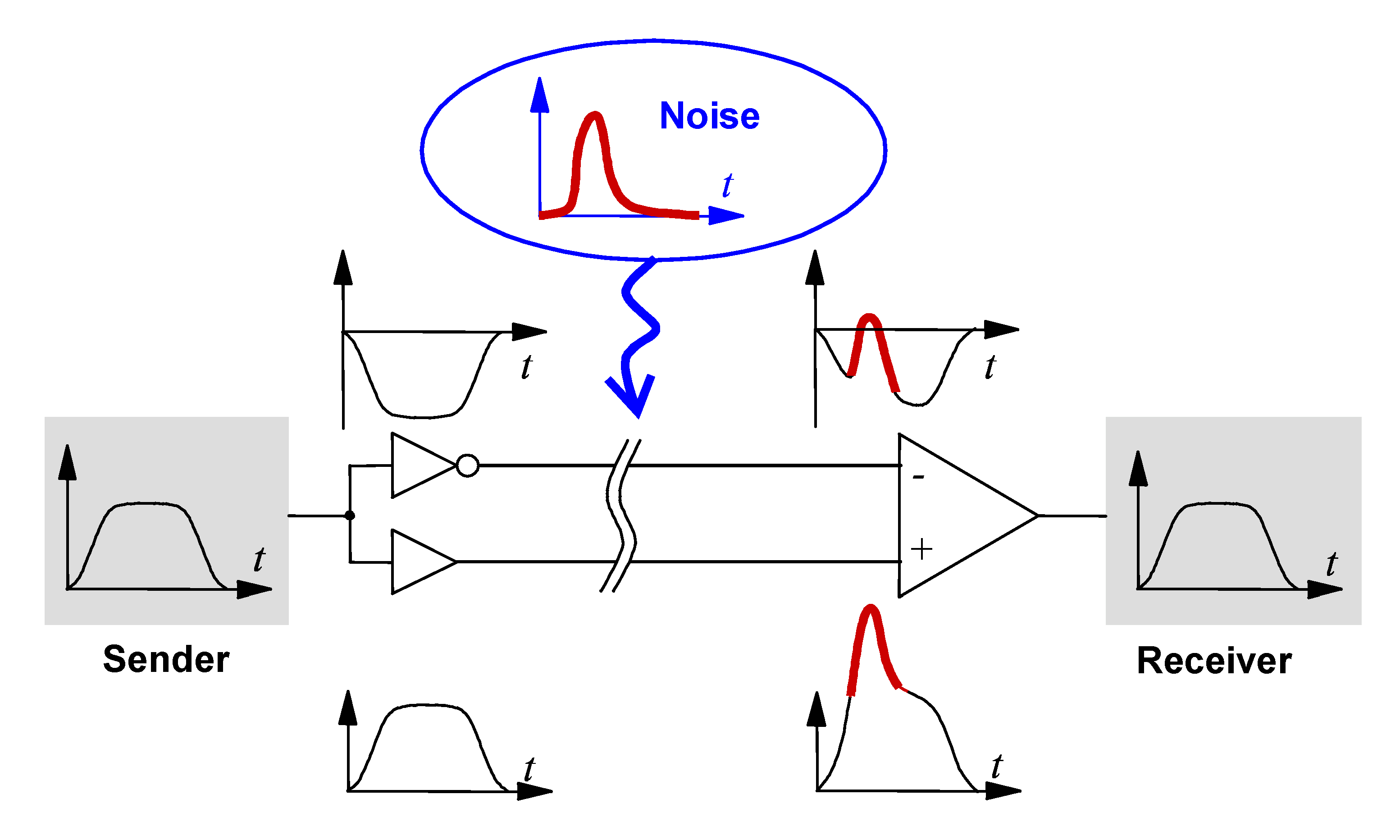
Устранение помех при использовании дифференциальных сигналов. Помеха прибавляется к двум инвертированным между собой сигналам, не изменяя их разности

Дифференциальный сигнал — способ электрической передачи информации с помощью двух противофазных сигналов. В данном методе один электрический сигнал передаётся в виде дифференциальной пары сигналов, каждый по своему проводнику, но один представляет инвертированный сигнал другого, противоположный по знаку. Пара проводников может представлять собой витую пару, твинаксиальный кабель или разводиться по печатной плате. Приёмник дифференциального сигнала реагирует на разницу между двумя сигналами, а не на различие между одним проводом и потенциалом земли (такой принцип используется в другом методе передачи — называется асимметричная сигнализация).
Дифференциальный сигнал подобен балансному (симметричному) сигналу, предоставляя похожие преимущества качественной высокочастотной связи, защищённой от синфазных помех. Высокочастотные свойства балансного подключения отчасти связаны с тем, что оно лучше описывается как длинная волноводная линия, потери в которой в основном определяются диэлектриком. В то же время при однопроводном (небалансном) подключении потери определяются только сопротивлением металла и быстро растут с частотой вследствие скин-эффекта.
Практическое удобство дифференциальный сигнал предоставляет для сигнального соединения в пределах печатной платы между микросхемами, выполненными по подобной технологии. Однако вследствие реализации его на однополярных выходных каскадах микросхем содержит постоянную составляющую. Выходной дифференциальный порт, как правило, нельзя напрямую подключать к симметричным линиям передачи или антеннам без специального согласования. В случаях, когда размеры и стоимость платы допускают, такое согласование и одновременная балансировка без труда достигаются с использованием схем на согласующих трансформаторах и балунах.
Дифференциальные пары обычно находят применение для высокоскоростных каналов передачи данных на печатных платах, в витой паре (в том числе экранированной), в ленточных кабелях и разъёмах. Высокоскоростные дифференциальные пары часто подключают к СФ-блокам SerDes (сериализатор/десериализатор).

## Преимущества
При условии, что импеданс источника и приёмника в дифференциальной цепи равны, внешние электромагнитные помехи, как правило, будут затрагивать оба проводника одинаково. Так как приёмная схема определяет разницу уровней между проводами, дифференциальные сигналы становятся более устойчивы к воздействию электромагнитных помех по сравнению с одиночными проводниками, уровень которых измеряется относительно земли. Метод передачи дифференциальных сигналов используется как для аналоговых сигналов (например, в сбалансированных аудиоподключениях), так и для цифровых сигналов, особенно высокоскоростных: RS-422, RS-485, Ethernet по витой паре, PCI Express, DisplayPort, HDMI и USB. Один из стандартов передачи дифференциальных сигналов — LVDS (TIA/EIA-644).